# Dugald (Königreich der Inseln)

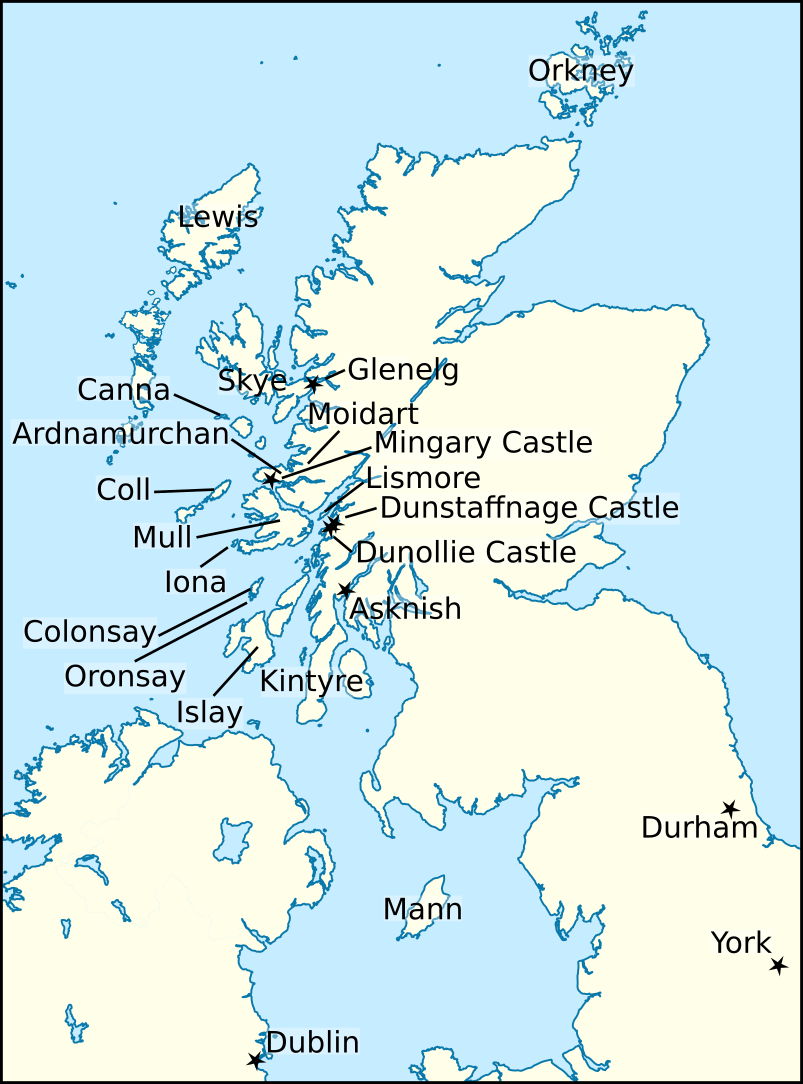
Karte von Schottland mit den Inseln und Regionen, die für Dugald für Bedeutung waren

Dugald, König der Inseln (auch Dubgall oder Dugald son of Somerled) († nach 1175) war ein schottischer Adliger. Er gilt als Stammvater der Macdougalls.

## Herkunft und Aufstieg zum König
Dugald war vermutlich der älteste Sohn von Somerled, Lord of Argyll aus dessen Ehe mit Ragnhild Godfreyson. 1155 oder 1156 war Thorfinn MacOttar, der mächtigste Adlige der Isle of Man, so unzufrieden mit der Herrschaft von König Godred von Man, dass er Dugalds Vater das Angebot machte, seinen Sohn Dugald anstelle von Godred zum König zu erheben. Somerled willigte ein und übergab Dugald an Thorfinn, der daraufhin eine Rebellion gegen Godred begann. Thorfinn bot vermutlich nicht Somerled selbst, sondern Dugald die Krone an, weil dieser als Enkel von König Olaf von Man für die Adligen von Man als König eher akzeptabel als Somerled war. Die Rebellion führte zum Krieg zwischen Somerled und Godred. Godred wurde geschlagen und musste 1156 sein Reich mit Somerled teilen, doch Dugald wurde nicht zum König von Man erhoben. Nach einer weiteren Niederlage gegen Somerled musste König Godred Anfang 1158 von der Isle of Man flüchten. Es gibt aber keine Hinweise dafür, dass Dugald nach der Flucht von Godred die Herrschaft über die Isle of Man übernommen hat.

## Tätigkeit als König der Inseln
Nach dem Tod seines Vaters 1164 teilte sich Dugald mit seinen Brüdern Ranald und Angus dessen Besitzungen an der westschottischen Küste und auf den westschottischen Inseln. Wie Dugald und seine Brüder das Reich ihres Vaters aufteilten, ist nicht genau geklärt. Allgemein wird vermutet, dass Dugald Lorn bzw. Argyll, Benderloch, Lismore, Mull, Coll und Tiree erhielt. Während der nächsten 60 Jahre ist nur wenig über die Geschichte der Region und damit über das Leben von Dugald bekannt. Während er als König der Inseln nominell den norwegischen Königen unterstellt war, war er als Lord of Argyll dem schottischen König untertan. Er gehörte wohl deshalb zu den schottischen Baronen, die gemäß dem Vertrag von Falaise zusammen mit König Wilhelm I. 1175 in York dem englischen König Heinrich II. huldigten. Am 23. August 1175, wenige Tage nach dem Treueschwur in York, machte Dugald eine Schenkung zugunsten der Kathedrale von Durham. Danach soll er als Mönch in das Kathedralpriorat  eingetreten sein. Danach wird er nicht mehr erwähnt, so dass über sein weiteres Leben und über sein Todesjahr nichts bekannt ist.

## Nachkommen
Dugald hatte mindestens drei Söhne:
- Duncan Macdougall († zwischen 1237 und 1247)
- Ranald
- Olaf

Von Olaf und Ranald ist fast nichts bekannt. Sein Nachfolger wurde sein Sohn Duncan. Dugald Screech († nach 1230) war vermutlich ein weiterer Sohn. Vermutlich war auch Uspak († 1230) ein Sohn von Dugald.